# Hrabstwo Tattnall

Piramida wieku hrabstwa

Hrabstwo Tattnall (ang. Tattnall County) – hrabstwo w stanie Georgia w Stanach Zjednoczonych. Jego siedzibą administracyjną jest Reidsville, a największym miasteczkiem Glennville.

## Historia
Hrabstwo zostało założone w 1801 roku.
Nazwa hrabstwa pochodzi od nazwiska Josiah Tattnall (1764–1803), gubernatora Georgii, Senatora Stanów Zjednoczonych.

## Geografia
Według spisu z 2010 obszar całkowity hrabstwa obejmuje powierzchnię 488,22 mil2 (1264 km²), z czego 483,69 mil2 (1253 km²) stanowią lądy, a 4,53 mil2 (11 km²) stanowią wody. 

### Miejscowości
- Cobbtown
- Collins
- Glennville
- Manassas
- Mendes (CDP)
- Reidsville

### Sąsiednie hrabstwa
- Hrabstwo Candler – północ
- Hrabstwo Evans – północny wschód
- Hrabstwo Liberty – wschód
- Hrabstwo Long – południowy wschód
- Hrabstwo Wayne – południe
- Hrabstwo Appling – południowy zachód
- Hrabstwo Toombs – zachód
- Hrabstwo Emanuel – północny zachód

## Demografia
Według spisu z 2020 roku liczy 22,8 tys. mieszkańców, co oznacza spadek o 10,5% w porównaniu z poprzednim spisem z roku 2010. Według danych pięcioletnich z 2021 roku 67,1% to biali (57,1% nie licząc Latynosów), 28,9% czarnoskórzy lub Afroamerykanie, 2,3% miało rasę mieszaną, 0,8% Azjaci, 0,8% to rdzenna ludność Ameryki i 0,2% pochodziło z wysp Pacyfiku. Latynosi stanowili 12,8% populacji hrabstwa.

## Polityka
Hrabstwo jest silnie republikańskie, gdzie w wyborach prezydenckich w 2020 roku, 73,9% głosów otrzymał Donald Trump i 25,2% przypadło dla Joe Bidena. 